# N-Track Studio
n-Track Studio es un programa de edición de audio multipista y estación de trabajo de audio digital (DAW) de n-Track Software para Microsoft Windows, OS X, Android e iOS.
Cuenta con pistas de audio y MIDI; grabación de audio de alta definición de hasta 192 kHz y 24 bits (HD DVD, Blu-ray, etc.), amplio soporte de complementos y mezcla envolvente de DVD-Video de hasta 7.1 canales. Tiene soporte nativo para sistemas informáticos con arquitectura de CPU de 64 bits.

## Historia
La primera versión de n-Track se lanzó entre 1995 y 1996. Originalmente era un cuadro de diálogo con 4 controles deslizantes de volumen para cada una de las 4 pistas compatibles. En el momento en que se lanzó la versión 1.0, la grabación multipista todavía se realizaba en gran medida en grabadoras de casete o estaciones de trabajo digitales profesionales. Los principales programas de música de la época (como Cubase o Cakewalk) todavía no tenían capacidades de audio y en su mayoría eran solo MIDI, mientras que los editores de audio (por ejemplo, Cool Edit y Sound Forge) se centraban en la edición fuera de línea para el diseño de sonido o la transmisión. Aunque, desde mediados de los años 90, han surgido muchos otros programas de grabación multipista para PC. n-Track tiene un conjunto de funciones DAW por más de US$100.
En junio de 2010, n-Track Software lanzó la primera versión de n-Track para OS X. En 2011, n-Track Software lanzó n-Track Studio para iOS. En octubre de 2013, n-Track Software lanzó n-Track Studio para Android.
La versión 8 se lanzó en 2016. n-Track Studio 9.0 se lanzó en 2018.